# Mecynippus
Mecynippus es un género de escarabajos longicornios de la tribu Lamiini.

## Distribución
Se distribuye por Asia.

## Especies
- Mecynippus ciliatus (Gahan, 1888)
- Mecynippus pubicornis Bates, 1884